# Mary Barbour
Mary Barbour, nacida Mary Rough, (Kilbarchan, 20 de febrero de 1875 - Glasgow, 2 de abril de 1958) fue una activista política, concejala, alguacil y magistrada escocesa. Estuvo estrechamente asociada con el movimiento Red Clydeside a principios del siglo XX, sobre todo por su papel como principal organizadora de las mujeres de Govan que participaron en las huelgas del alquiler de 1915.

## Vida personal
Barbour nació el 20 de febrero de 1875 en Kilbarchan. Era hija de Jean Gavin y James Rough, un tejedor de alfombras manual, la tercera de siete hermanos. Barbour asistió a la escuela hasta los catorce años. En 1887, la familia se mudó a la aldea de Elderslie donde consiguió trabajo como trenzadora de hilos, convirtiéndose finalmente en impresora de alfombras. El 28 de agosto de 1896 se casó con el ingeniero David Barbour (2 de mayo de 1873 - 13 de noviembre de 1957) en Wallace Place, Elderslie. Según el censo de 1901, la pareja se estableció en Govan junto a su hijo James. Según el censo de 1911, la familia, junto a otro hijo llamado William, se mudó a Ure Street (ahora Uist Street).
En 1933, Barbour se mudó a una casa del consejo en Drumoyne, Glasgow, donde vivió hasta su fallecimiento. Murió un año después de su esposo David a la edad de 83 años en el Hospital General del Sur, en Glasgow. 

## Activismo político
Barbour fue políticamente activa por primera vez tras unirse y convertirse en miembro del gremio de Cooperativas Kinning Park. Lideró la Asociación de Vivienda de Mujeres de South Govan durante las huelgas del alquiler de Glasgow de 1915, organizando activamente comités de inquilinos y resistencia al desalojo. Los manifestantes se hicieron conocidos como "el ejército de la Sra. Barbour", e incluían, entre otros, a Agnes Dollan, Helen Crawfurd, Mary Laird y Mary Jeff.

### Cruzada de mujeres por la paz
Barbour fue una de las fundadoras, junto a con Helen Crawfurd y Agnes Dollan, de The Women's Peace Crusade (WPC) en la "Gran Conferencia de Mujeres por la Paz" celebrada en junio de 1916.
El WPC hizo campaña durante junio y julio de 1916 para negociar un acuerdo en la Primera Guerra Mundial, principalmente a través de reuniones al aire libre en Glasgow, Clydeside y Edimburgo. Sin embargo, la posibilidad de alcanzar un acuerdo se hizo menos probable con la formación del nuevo gobierno de coalición de David Lloyd George en diciembre de 1916.
Tanto la Revolución rusa como el Alzamiento de Pascua irlandés fueron un catalizador para el renovado activismo por la paz en Escocia, incluido el trabajo del WPC. La celebración del Primero de Mayo de 1917 en Glasgow Green reunió a 70.000 personas, destacando entre sus oradores Barbour, Dollan, Mary Burns Laird y otras activistas, lo que inspiró el relanzamiento de la Cruzada de Mujeres por la Paz en julio de 1917 en Glasgow Green, en el que participaron 10.000 personas. A continuación, se establecieron otras ramas del WPC en Escocia, Inglaterra y Gales del Sur. Su campaña continuó hasta el final de la Primera Guerra Mundial.

### Carrera política

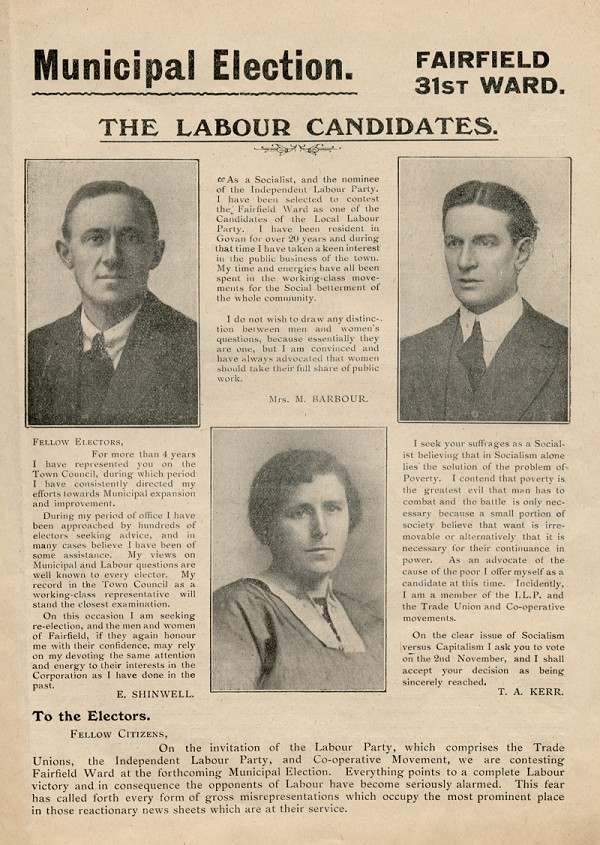
Discurso electoral de Govan Fairfield

En 1920, Barbour se presentó como candidata del Partido Laborista del Reino Unido por el distrito de Fairfield en Govan, y fue elegida para el Ayuntamiento de Glasgow, convirtiéndose en una de las primeras concejalas de la ciudad. Si bien a Barbour se le ha atribuido a menudo el mérito de ser "la primera concejala laborista en Glasgow", en realidad formaba parte de un grupo de cinco mujeres que fueron elegidas concejalas en 1920, entre las que se encontraban Eleanor Stewart (Maryhill), otra concejala laborista, y Jessica Baird-Smith, Mary Bell y Mary Anderson Snodgrass, como concejalas moderadas.
Entre 1924 y 1927, Barbour se desempeñó como una de las primeras mujeres baillies de Glasgow, junto a Mary Bell. Además, fue nombrada una de las primeras mujeres magistradas en Glasgow y en enero de 1928 jueza de paz de la ciudad.

### Rol en la prestación de servicios de salud y bienestar
Desde 1925, Barbour fue presidenta de la Clínica de Asesoramiento y Bienestar de la Mujer de Glasgow, atendida por enfermeras y médicas, y que puso en marcha junto a la Dra. Nora Wattie, especialista de Glasgow en salud infantil y femenina. La clínica se inauguró en agosto de 1926, y se convirtió en el primer centro que ofrecía consejos para el control de la natalidad en Escocia. La clínica se trasladó al 123 de Montrose Street de Glasgow durante 1932.

## Influencia y reconocimiento

### Mary Barbour en la cultura popular
La obra de Chris Hannan, Elizabeth Gordon Quinn, que se representó por primera vez en el Teatro Traverse de Edimburgo el 29 de junio de 1985, y fue dirigida por Steven Unwin, está ambientada en la huelga de alquileres en Glasgow de 1915. Aunque Barbour no aparece como personaje, la obra reproduce uno de sus famosos incidentes de la huelga de alquiler relacionado con un piano. 
Helen Crawfurd, en sus memorias inéditas, relata cómo, durante la huelga de alquileres, los propietarios trataban de cobrar los aumentos de alquiler recurriendo al chantaje de la humillación social. La estratagema consistía en engañar a los pequeños inquilinos para que creyeran que todos los demás ya habían pagado. Así que Barbour reclutó a hombres de los astilleros de Govan, y los llevó a la oficina de la empresa arrendadora para exigirle la devolución del importe del aumento. "Frente a miles de black-faced workers, la propiedad devolvió el dinero", recuerda Crawfurd. La canción Mrs Barbour's Army de Alistair Hulett trata sobre el papel organizador de Barbour de la huelga de alquileres de 1915. Además, en 2007 Mary Barbour fue el tema central de uno de los capítulos de la serie documental Not Forgotten en Channel 4. En 2012, el programa Woman's Hour de BBC Radio 4 abordó elperfil de Mary Barbour después de que Christine Finn escribiera un poema sobre la activista para una exposición en el Museo Nacional de Escocia, titulado Mary Barbour's Rattle y se puede ver en el sitio web del Museo.
Las hijas de la señora Barbour, una obra de AJ Taudevin, se produjo por primera vez en octubre de 2014 en Oran Mor, Glasgow, en asociación con el Teatro Traverse. La obra se desarrolla en un apartamento en Govan, donde los recuerdos del personaje principal vuelven a la vida en una serie de flashbacks, con una presencia recurrente de Barbour a lo largo de la obra, en el que incluso su personaje pronuncia un discurso ambientado durante el período de la huelga de alquiler. Una reseña en The List concluyó que "Las hijas de la Sra. Barbour es un esbozo conciso y conmovedor de la tradición feminista con una dulce armonía, no una turba".
Mary Barbour también fue la inspiración para la creación del personaje de Agnes Calder en la novela de J David Simons The Liberation of Celia Kahn (Five Leaves 2011, reimpreso por Saraband en 2014). También aparece en la novela la participación de las mujeres de Glasgow en Rent Strikes y los eventos que llevaron a la fundación de la primera clínica de control de la natalidad en Govan.

### Estatua

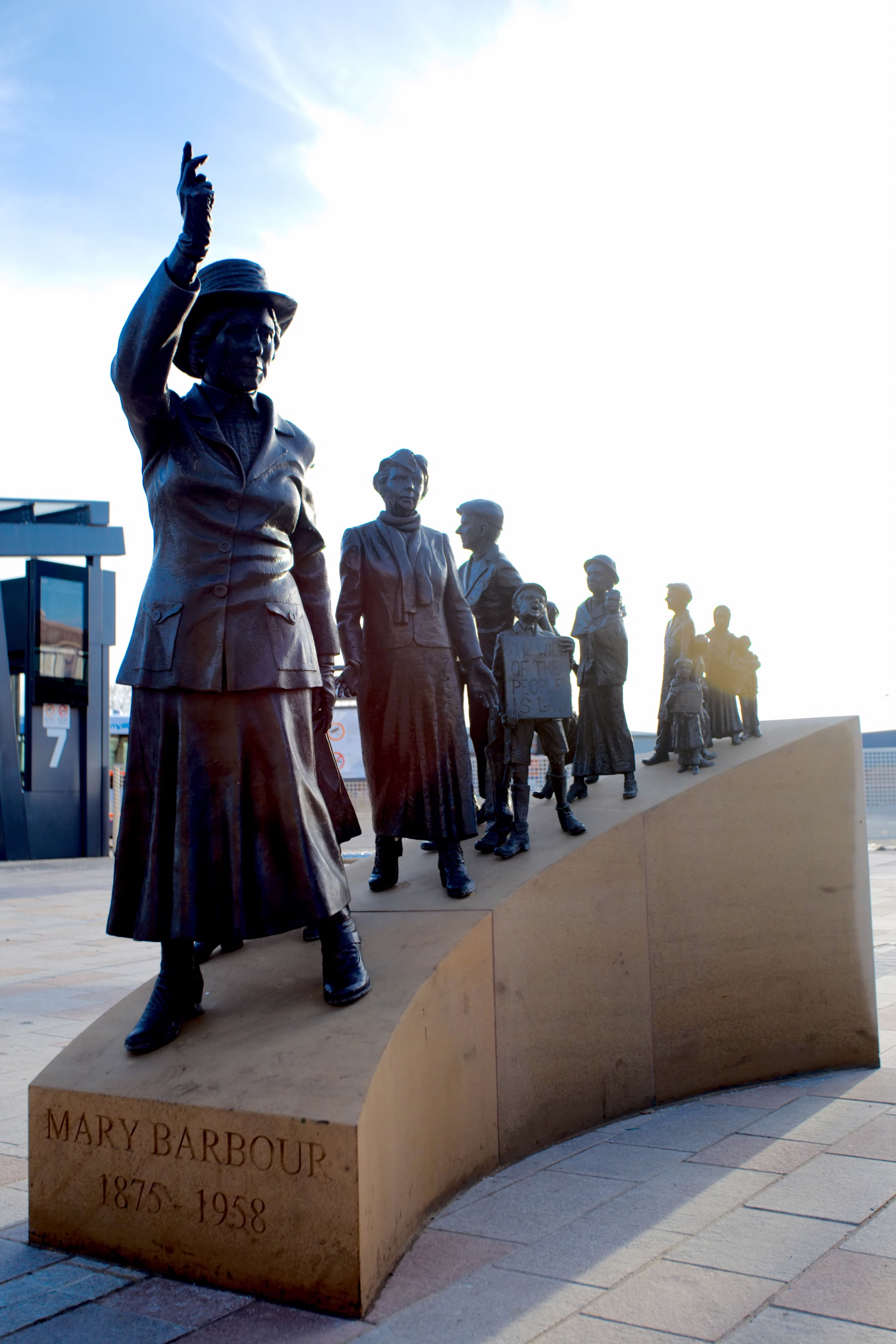
Estatua conmemorativa de Mary Barbour, Govan Cross, Glasgow. Vista desde el frente.

En 2011, la Biblioteca de Mujeres de Glasgow encargó 21 obras de arte como parte de las celebraciones de su 21 aniversario en las que la artista Sharon Thomas, decidió representar un hipotético monumento a Barbour en Govan. Esto despertó el interés para crear una estatua real de Barbour, lo que en 2013 supuso la creación de la Asociación Remember Mary Barbour, que hizo campaña por dicha estatua. La campaña obtuvo el apoyo del Ayuntamiento de Glasgow, de Nicola Sturgeon, el Parlamento escocés y de Alex Ferguson.
En septiembre de 2015, cinco escultores fueron preseleccionados para producir una maqueta con su propuesta para la estatua de Barbour. Finalmente, el escultor Andrew Brown fue seleccionado para esculpir la estatua en febrero de 2016.

La estatua se finalizó en 2017 y se dio a conocer en marzo de 2018.

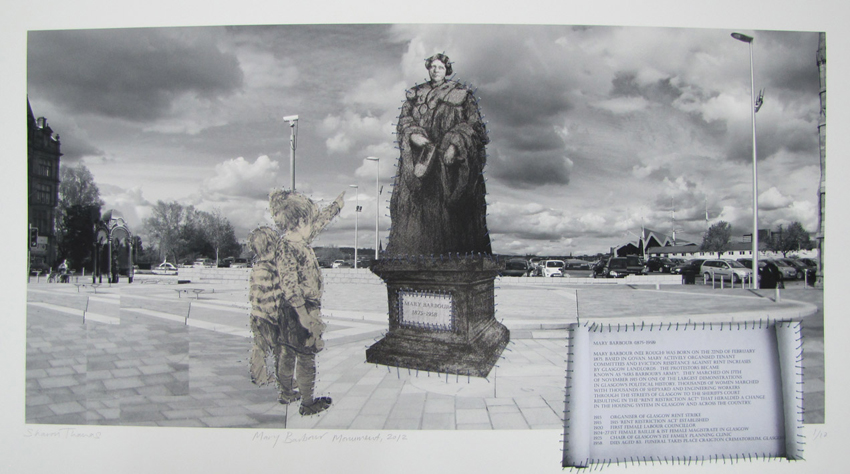
Aguafuerte del hipotético monumento de Mary Barbour en Govan, Glasgow, por la artista Sharon Thomas
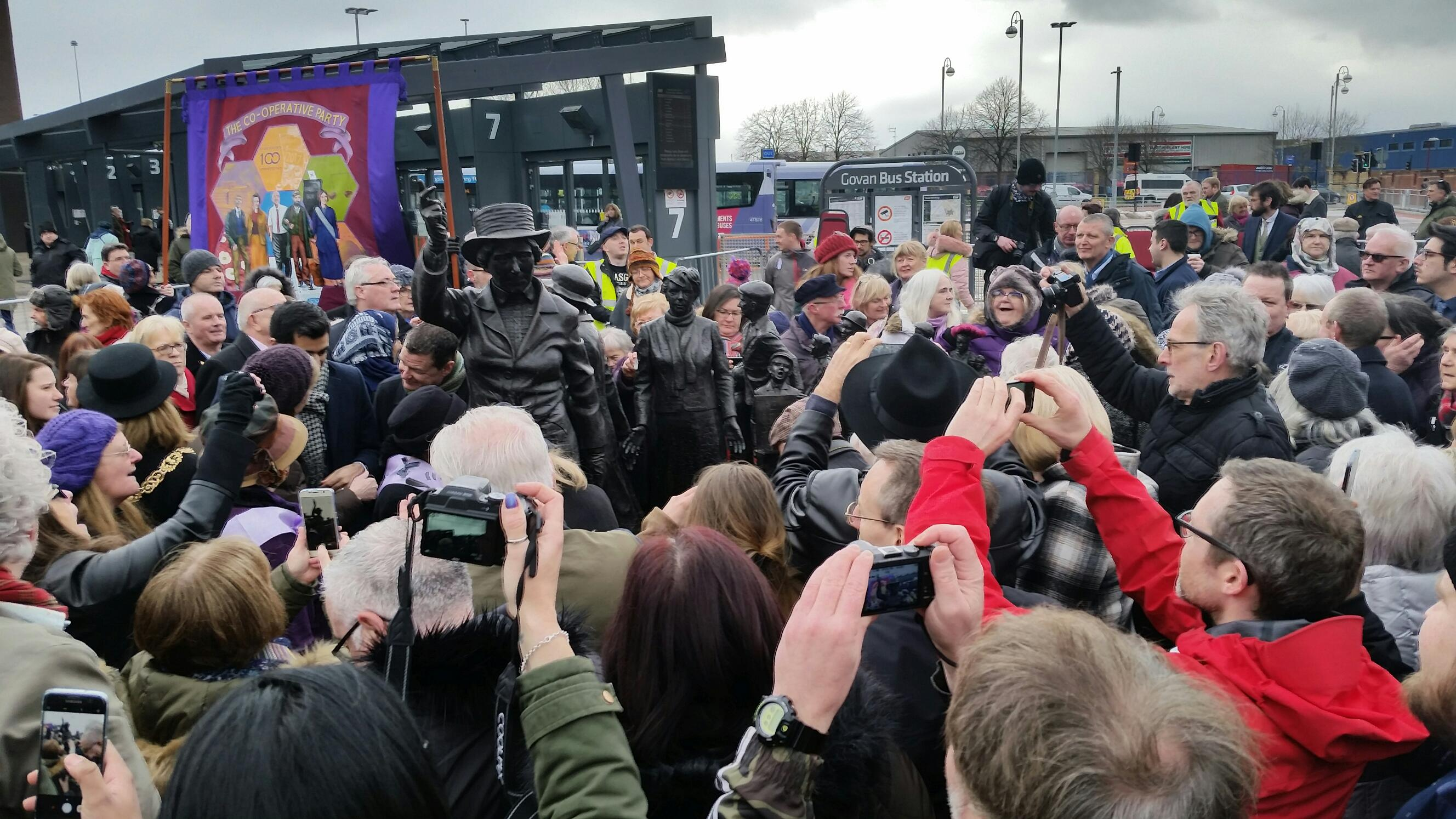
Las multitudes se reúnen para la inauguración de la estatua de Mary Barbour en Govan Cross, Glasgow.
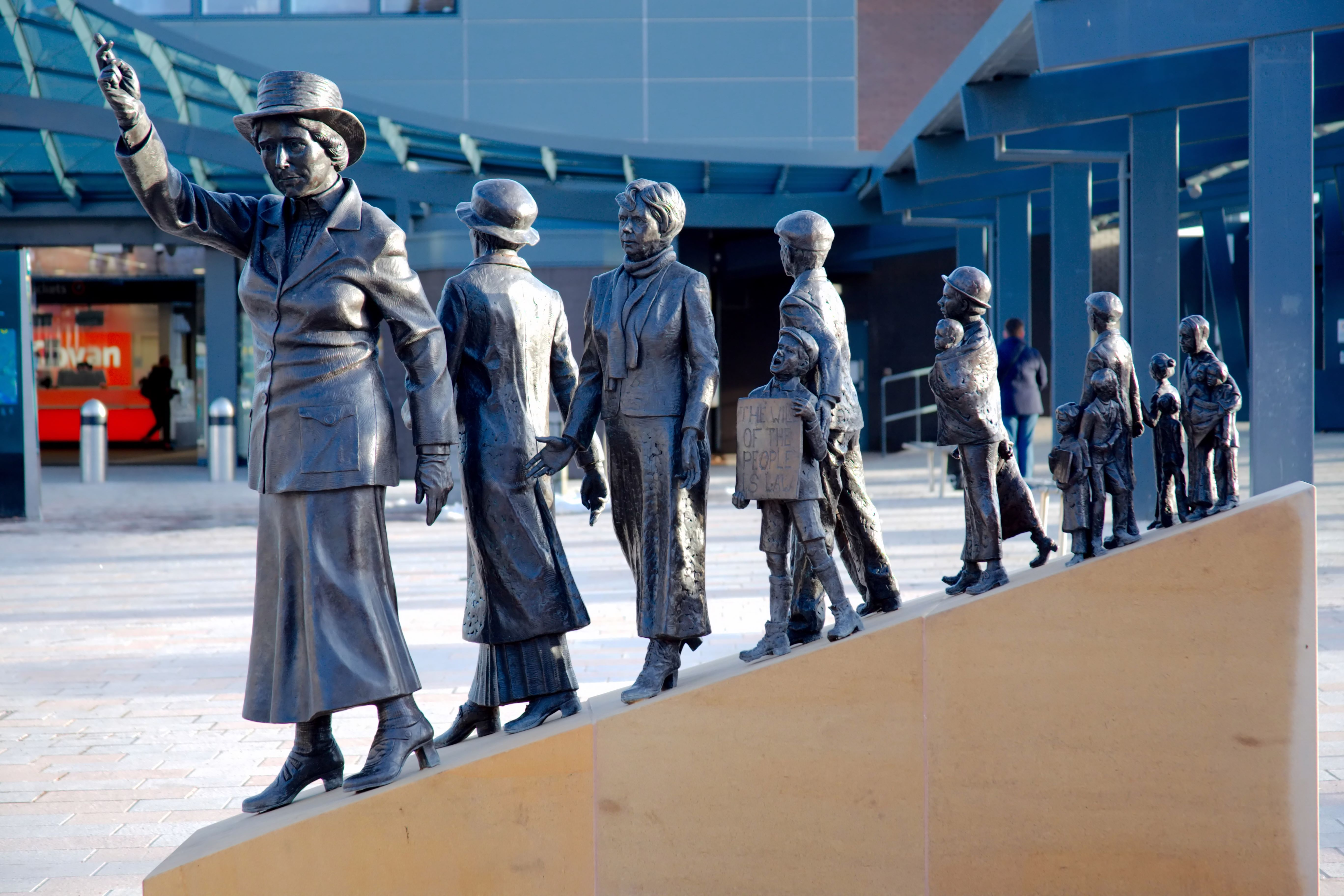
Estatua para conmemorar a Mary Barbour, Govan Cross, Glasgow.Vista lateral.

### El mojón de Kilbarchan

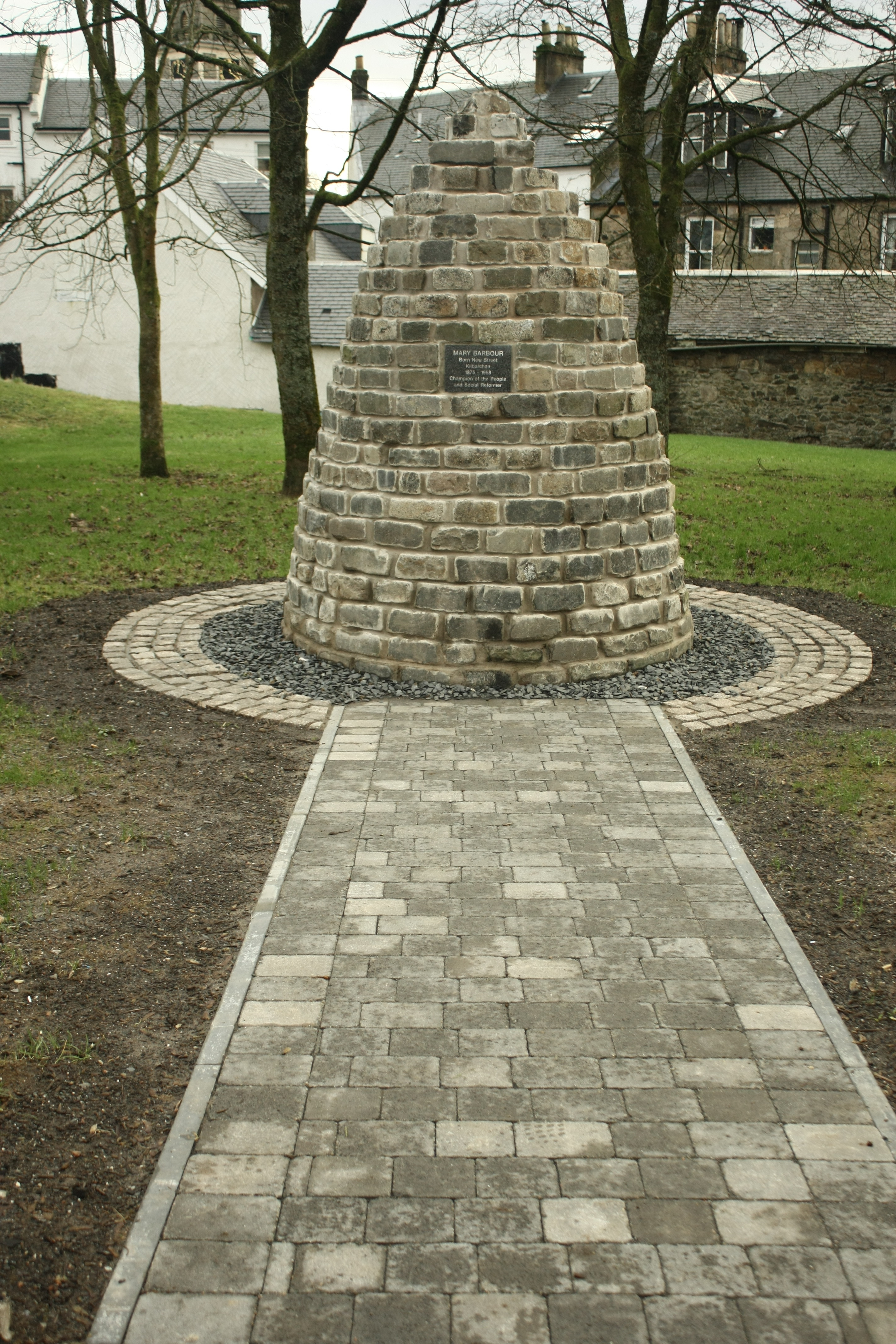
Mary Barbour Cairn

En mayo de 2015, Renfrewshire acordó financiar un mojón conmemorativo en el pueblo natal de Barbour, Kilbarchan que fue inaugurado el 21 de noviembre de 2015 por la preboste de la ciudad, Anne Hall, en presencia de los descendientes de Barbour.

El Consejo de Renfrewshire también acordó establecer y financiar un Premio Mary Barbour que se otorgará anualmente a un alumno de la escuela primaria Kilbarchan.

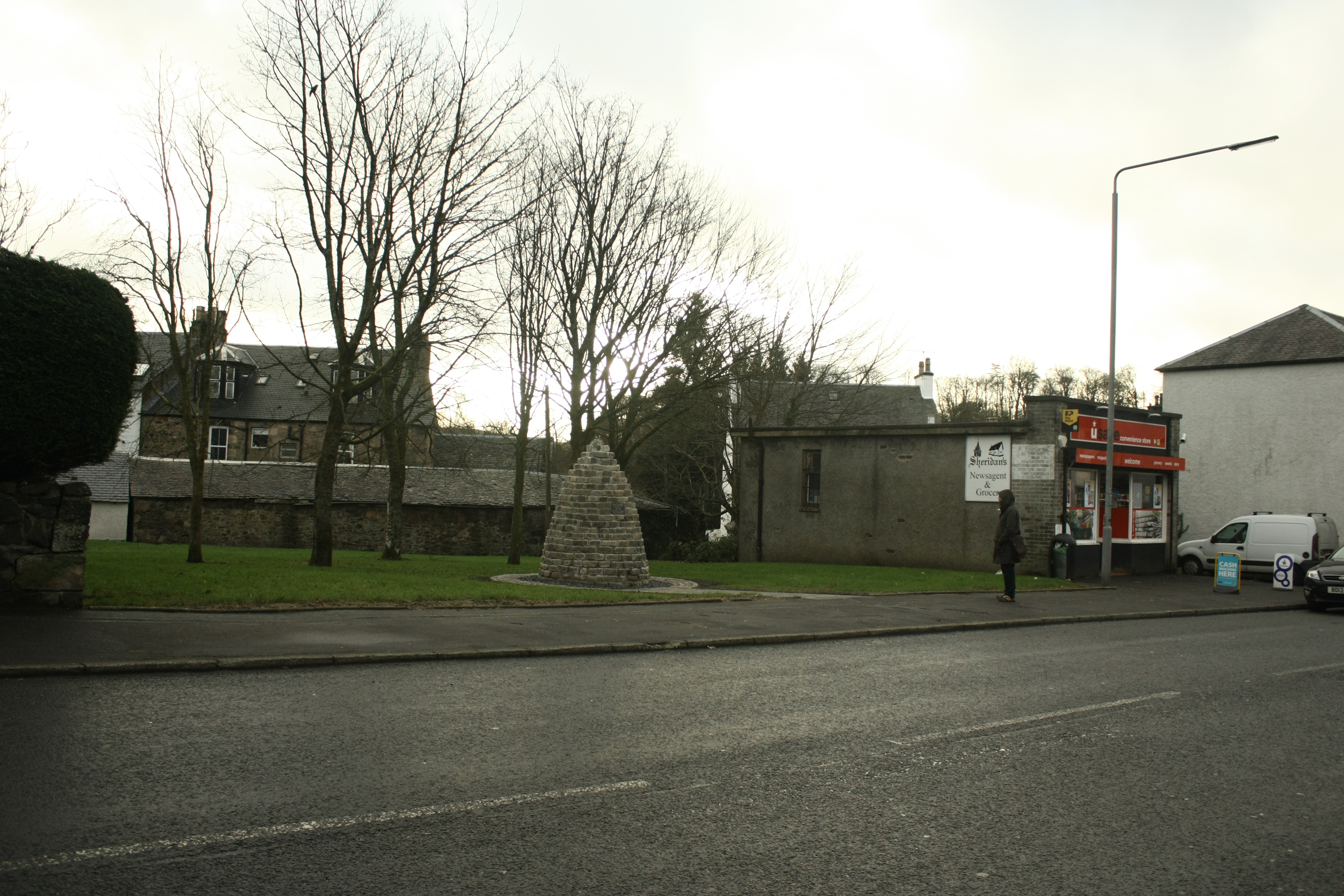
New Street, Kilbarchan, mostrando la ubicación de Mary Barbour Cairn
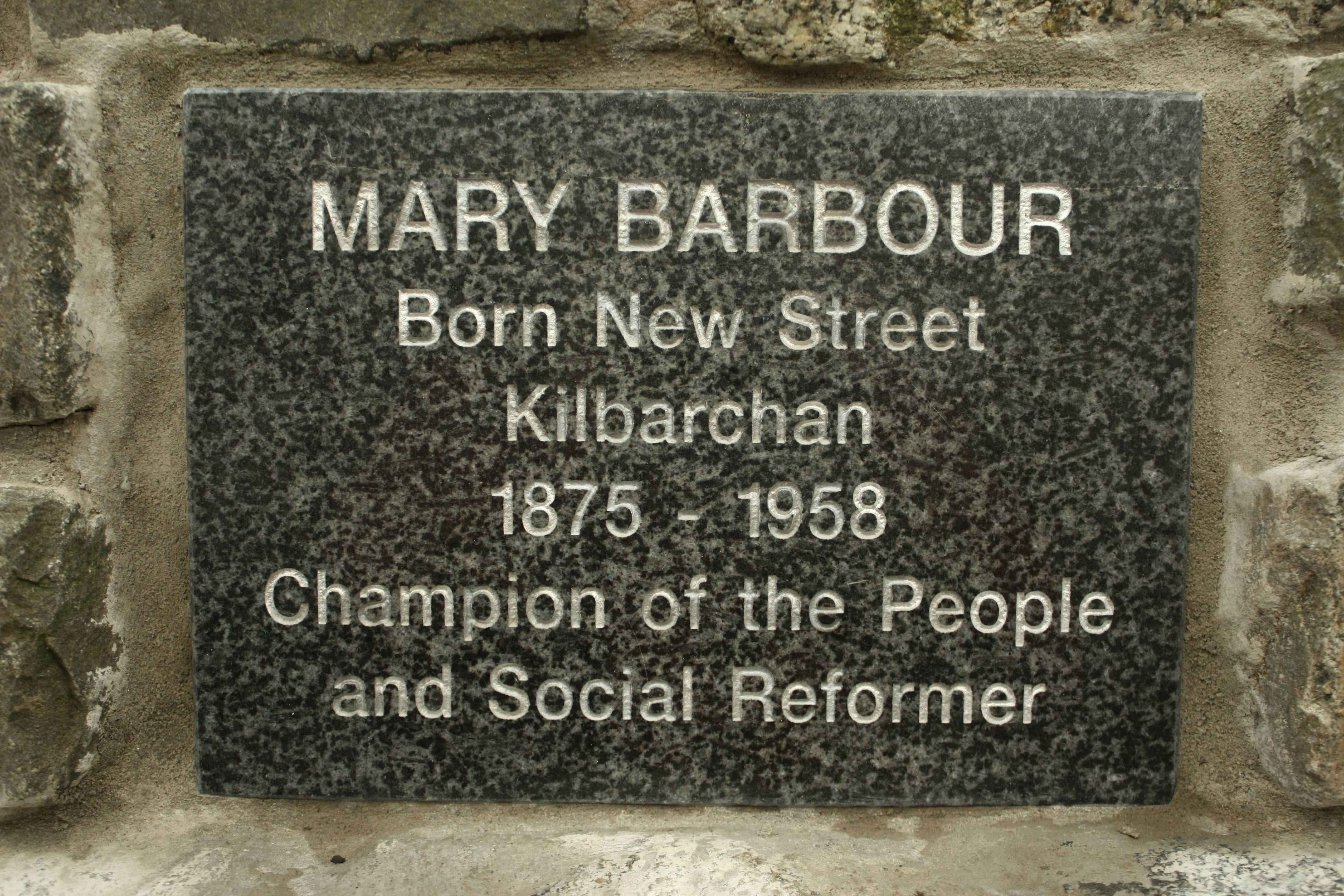
Placa en Mary Barbour Cairn - Campeona del Pueblo y Reformador Social

### Mural en el Bar Clutha
Barbour es una de las dos mujeres incluidas en el mural de Clutha Bar, y su imagen se basa en una fotografía suya con la túnica de Bailie, hacia 1924. El Clutha Bar fue el lugar donde ocurrió el accidente de helicóptero de Glasgow del 29 de noviembre de 2013. El mural, coordinado por Art Pistol, presenta el trabajo de varios artistas, entre ellos Bob McNamara, también conocido como Rogue One, y Danny McDermott, conocido como EJEK, y rindiendo un homenaje a la historia de la zona y mostrando una variedad de personas que han visitado este lugar.

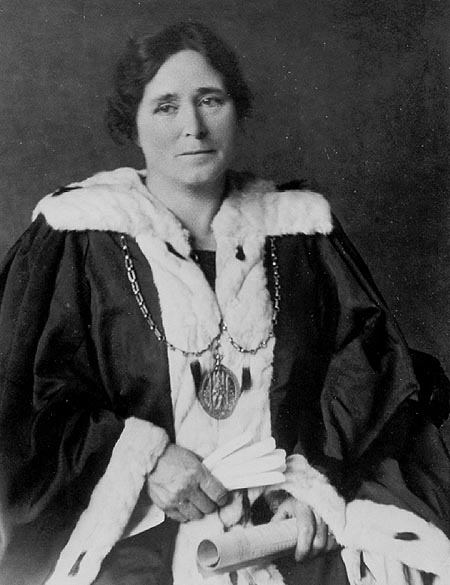
Mary Barbour c.1924 con la túnica de Baillie

### Placa azul en Linthouse

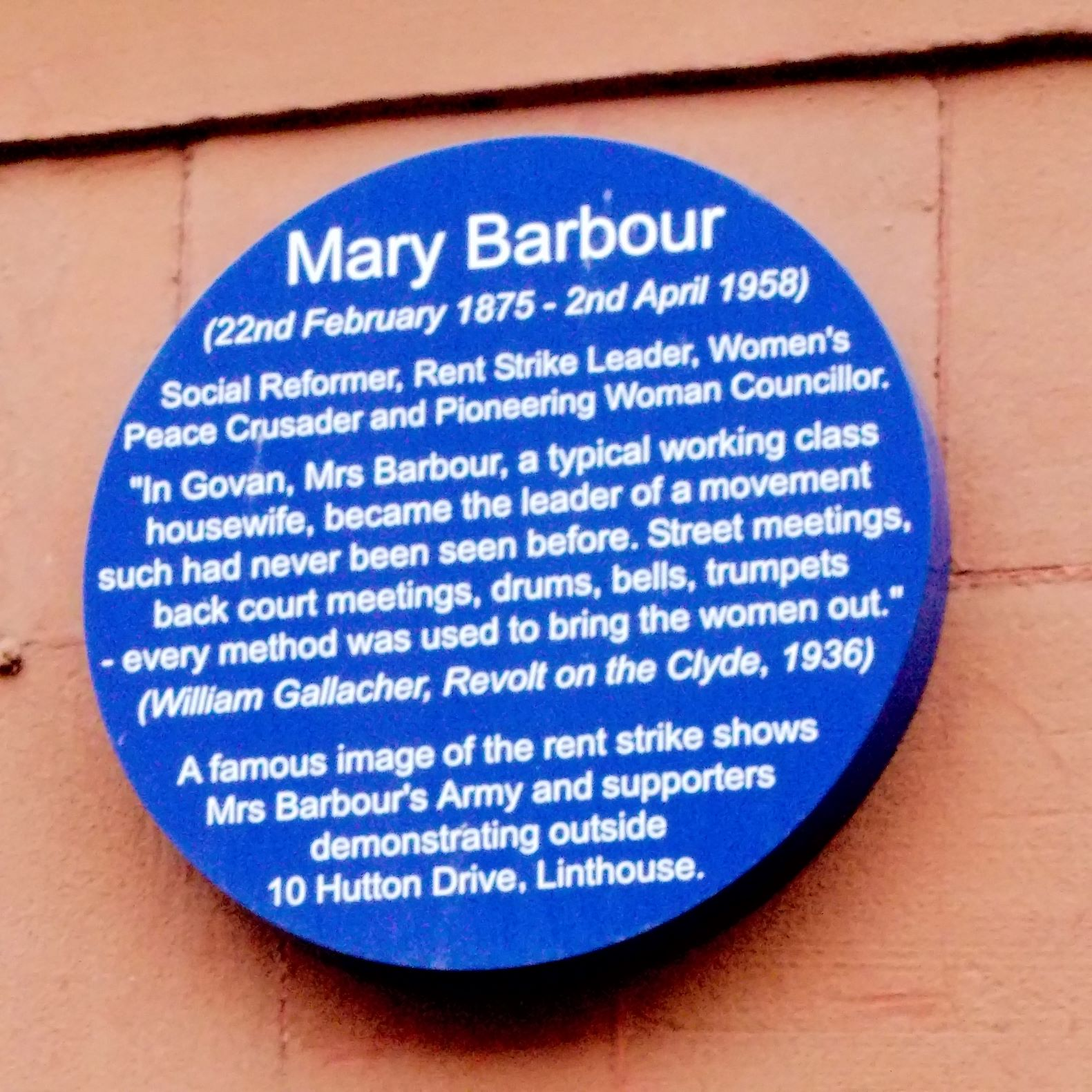
Placa azul de Mary Barbour, 10 Hutton Drive, Linthouse

En noviembre de 2015, la Linthouse Housing Association instaló una placa azul en el número 10 de Hutton Drive, Linthouse, en Glasgow para conmemorar las acciones de Mary Barbour y las de muchas otras mujeres durante las huelgas del alquiler de Glasgow de 1915. 

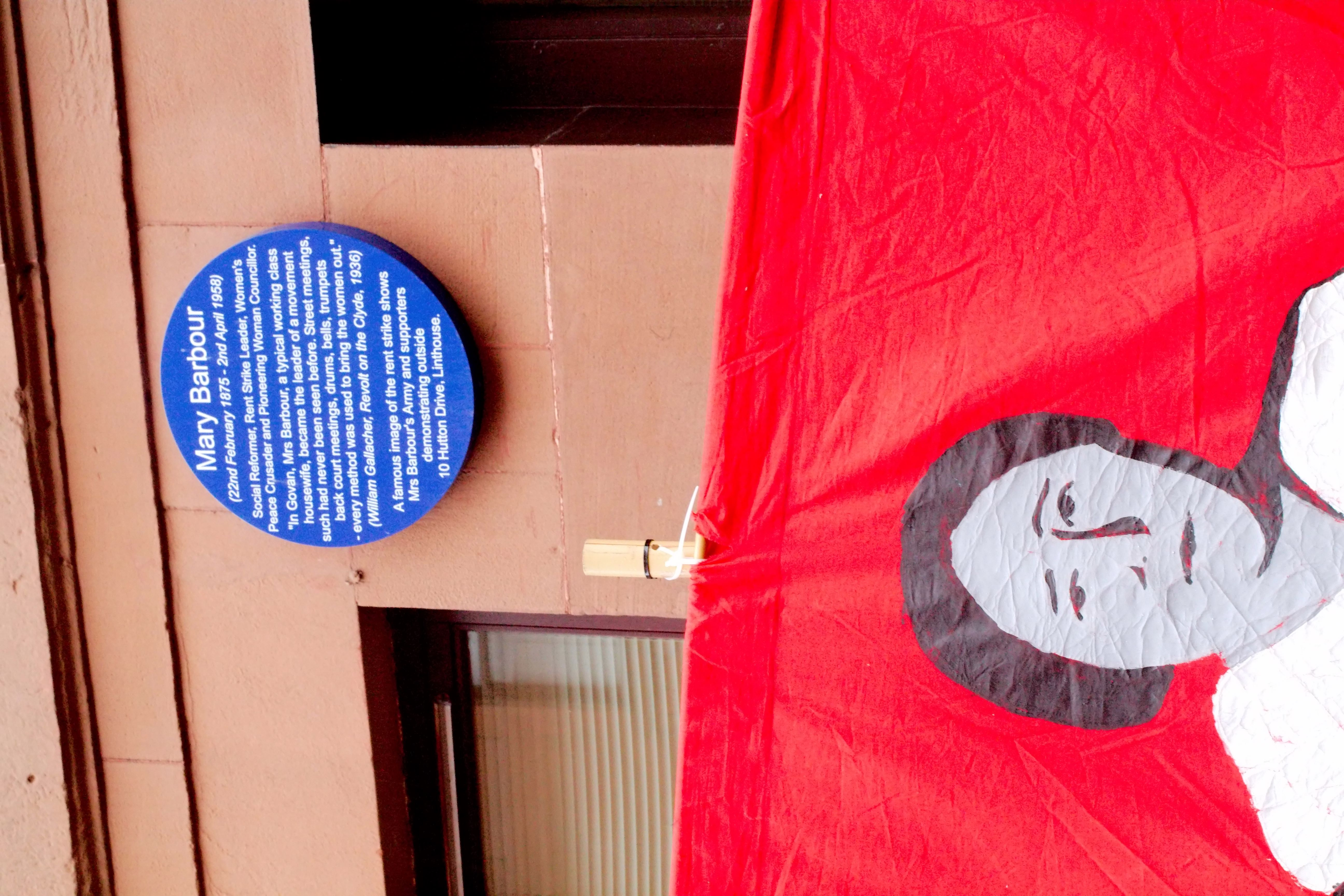
Glasgow Rent Strikes Placa azul y estandarte de Mary Barbour